# Tachydromia acklandi
Tachydromia acklandi är en tvåvingeart som beskrevs av Chvala 1973. Tachydromia acklandi ingår i släktet Tachydromia och familjen puckeldansflugor. Inga underarter finns listade i Catalogue of Life.